# 埃尔谢克曹纳德
埃尔谢克曹纳德，是匈牙利南部巴奇-基什孔州所辖的一个村，总面积58.62平方公里，总人口2967，人口密度50.61人/平方公里（2005年）。地理坐标为46°15′N 18°59′E。